# Ad. 4
Ad. 4 – album polskiej grupy muzycznej Ich Troje wydany 4 czerwca 2001 roku przez Universal Music Polska. Album składa się z 14 piosenek. W nagraniu udział wzięli: Michał Wiśniewski, Jacek Łągwa oraz Justyna Majkowska.
Nagrania dotarły do 1. miejsca zestawienia OLiS. 17 października 2001 r. album uzyskał status diamentowej płyty.
Piosenka "Powiedz" została zakwalifikowana do konkursu Premier na Festiwalu Opolskim i otrzymał nagrodę publiczności.

## Lista utworów
1. "Intro 4" (muz. Łągwa, sł. Claudel) – 0:56
2. "Powiedz" (muz. Łągwa, sł. Lenarczyk, Wiśniewski) – 4:06
3. "Zawsze pójdę w twoją stronę" (muz. i sł. Łągwa) – 3:51
4. "Razem a jednak osobno" (muz. Łągwa, sł. Wiśniewski) – 4:10
5. "Lecz to nie to" (muz. Łągwa, sł. Wiśniewski) – 3:21
6. "Dla ciebie" (muz. Reim, Becker, sł. Wiśniewski) – 3:45
(przekład "Ich vermiss dich" z repertuaru Matthiasa Reima)
7. "To tylko chwila" (muz. i sł. Łągwa) – 3:53
8. "Błędne wojenne rozkazy" (muz. Łągwa, sł. Wiśniewski) – 3:32
9. "Po prostu" (muz. Łągwa, sł. Pokora) – 4:04
10. "Geranium" (muz. Łągwa, sł. Wiśniewski) – 3:50
11. "Pierwsza ostatnia miłość" (muz. Łągwa, sł. Wiśniewski) – 3:53
12. "Zawsze z Tobą chciałbym być..." (muz. Łągwa, sł. Wiśniewski) – 3:42
13. "I stało się..." (muz. Łągwa, sł. Wiśniewski) – 3:11
14. "Wypijmy za to!" (muz. Plate, sł. Wiśniewski) – 3:43
(przekład "Die Zigarette danach" z repertuaru duetu Rosenstolz)

Bonus tracks
1. "A wszystko to... (bo ciebie kocham)!" – 3:59
2. "Die Freien" – 3:51
3. "Koks" – 3:41
4. "Do M. – 3:42
5. "Ptaki bez skrzydeł" – 3:31
6. "Kołysanka dla Ani" – 3:24
7. "Nie ma czadu" – 3:42
8. "End – Epitafium dla Romka" – 1:36

## Certyfikat
| Kraj          | Certyfikat       | Sprzedaż |
| ------------- | ---------------- | -------- |
| Polska (ZPAV) | diamentowa płyta | 950 000  |